# Tripteroides vanleeuweni
Tripteroides vanleeuweni är en tvåvingeart som först beskrevs av Edwards 1927.  Tripteroides vanleeuweni ingår i släktet Tripteroides och familjen stickmyggor. Inga underarter finns listade i Catalogue of Life.